# FJK
FJK är en svensk musikgrupp bestående av Anders Forsslund (sång, kontrabas, dragspel), Christer Jonasson Tolv (sång, gitarr, munspel) och Mats Klingström (sång, gitarr). Gruppen bildades 1981 och gjorde sina första framträdanden på stockholmskrogen Pelikan. De gjorde succé på visfestivalen vid Skuleberget i Örnsköldsvik och gav ut sitt första album Kungens kobra 1982. FJK blandade eget material med klassiska visor och evergreens och har omnämnts som förnyare av den svenska visan.
Störst framgångar nådde FJK under 1980-talet med flitigt turnerande och framträdanden i radio och TV. FJK splittrades 1996 och gjorde sin "sista" officiella spelning på skärgårdsbåten  S/S Blidösund i Stockholm. Saknaden blev dock för stor och eftersom  FJK fortfarande var efterfrågade hos publik och arrangörer, återförenades trion 1997 och därefter har gruppen gjort mindre turnéer. Under tidigt 2011 återförenades gruppen återigen, denna gång för att fira 30-årsjubiléet. FJK är fortfarande väl sedda gäster på S/S Blidösund och så sent som i februari 2016 spelade gruppen in tre nya låtar. Medlemmarna deltar också i en mängd andra konstellationer och är anlitade som studiomusiker. 2020, under pandemin, gav FJK ut singeln ”Känn dig blåst”.

## Diskografi (urval)
- Kungens kobra (1982)
- Rakt ut ur natten (1983)
- Schlager & hits (1984)
- Radja (1986)
- Floden går djup (1992)
- Ballader (1994)
- FJK 007 (2007)